# Aeollanthus
Aeollanthus  é um gênero botânico da família Lamiaceae

## Espécies
| - Aeollanthus alternatus - Aeollanthus angolensis - Aeollanthus angustifolius - Aeollanthus cameronii - Aeollanthus caudatus - Aeollanthus cucullatus - Aeollanthus densiflorus - Aeollanthus lisowskii | - Aeollanthus myrianthus - Aeollanthus namibiensis - Aeollanthus petiolatus - Aeollanthus plicatus - Aeollanthus subintegrus - Aeollanthus trifidus - Aeollanthus viscosus |